# Icterus spurius
Icterus spurius е вид птица от семейство Трупиалови (Icteridae). Видът е незастрашен от изчезване.

## Разпространение
Разпространен е в Бахамски острови, Белиз, Канада, Кайманови острови, Колумбия, Коста Рика, Куба, Салвадор, Гватемала, Хондурас, Мексико, Никарагуа, Панама, Търкс и Кайкос, САЩ и Венецуела.